# 渡邉興亞
渡邉 興亞（わたなべ おきつぐ、1939年 - ） は、日本の雪氷学者。元国立極地研究所所長。元南極地域観測隊隊長。

## 人物・経歴
1958年大阪府立大手前高等学校卒業、北海道大学入学。北海道大学理学部卒業後、北海道大学大学院を経て、1967年名古屋大学理学部助手。1973年名古屋大学水圏科学研究所助手。1975年国立防災科学技術センター雪害実験研究所第1研究室長。1977年名古屋大学水圏科学研究所助教授。1978年名古屋大学理学博士。1985年国立極地研究所研究系教授。1993年第35次南極地域観測隊隊長。1994年国立極地研究所北極圏環境研究センター教授。1998年総合研究大学院大学教授。2000年国立極地研究所所長。名古屋大学水圏科学研究所教授を経て、2004年情報・システム研究機構理事。2005年総合研究大学院大学監事、国立極地研究所名誉教授、総合研究大学院大学名誉教授。2006年信州大学特任教授。2009年度日本気象学会堀内賞受賞。平成25年度科学技術分野の文部科学大臣表彰科学技術賞（理解増進部門）受賞。2019年日本地球惑星科学連合フェロー。2021年北大山の会会長。

## 著書
- 『南極大陸 : その自然を読み解く』日本放送出版協会 2003年